# 가락산 통일전망대
가락산 통일전망대(可樂山統一展望臺)는 조선민주주의인민공화국 평양직할시 락랑구역 정릉면에 있는 전망대이다. 대동강과 한강에서 만나는 가락산에 세워진 안보 교육장이다. 주차장에서 버스 요금이 2020년 2월 26일부터 금지되어 있다.